# Juye
Juye, tidigare känt som Küye, är ett härad under Hezes stad på prefekturnivå i Shandong-provinsen i  norra Kina. Det ligger omkring 180 kilometer sydväst om provinshuvudstaden Jinan.

## Historia
Juye är mest känt för att mordet på två tyska katolska missionärer den 1 november 1897, vilket gav Tyskland en ursäkt att ockupera Jiaozhou-bukten i samma provins.
Häradet har historiskt tillhört Huxi-prefekturen, som avvecklades 1953. Åren 1949–1952 ingick Juye i den experimentella provinsen Pingyuan.